# Анатолий (Смирнов)
Архимандрит Анатолий (в миру Александр Владимирович Смирнов, при рождении Чекалов; 2 июня 1829, село Богородское-Базулино, Тверская губерния — 1915, Троицкий Макарьев Калязин монастырь) — архимандрит Русской православной церкви, настоятель Краснохолмского Николаевского Антониева монастыря (1869—1899), архимандрит Троицкого Макарьева Калязинского монастыря (1899—1915), церковный и общественный деятель Тверской епархии, краевед, автор единственного научного издания по истории Краснохолмского монастыря.

## Биография
Родился 2 июня 1829 года в селе Богородское-Базулино Калязинского уезда Тверской губернии в семье пономаря местной Богородичной церкви Владимира Васильевича Чекалова и Марии Петровны Дворяшиной, получив в крещении имя Александр.
В 1837 году поступил в Кашинское приходское духовное училище, а через два года перешёл в высший класс того же училища. В училище Александру дали новую фамилию — Смирнов, по традициям того времени. Окончил духовное училище в 1844/5 году и поступил в Тверскую духовную семинарию. По окончании курса обучения уволен с аттестатом второго разряда.
14 июля 1854 года был определён в число послушников первоклассного Троицкого Макарьева Калязина монастыря. 2 декабря 1856 года был пострижен в монахи с именем Анатолий. 22 августа 1857 года был произведён в иеродиакона, в октябре — в иеромонаха; 13 октября 1858 года определён ризничим. 29 мая 1861 года определён казначеем. 15 апреля 1864 года назначен наместником Троицкого Калязина монастыря.
26 апреля 1865 года определён строителем Кашинского Дмитровского монастыря, хотя ещё некоторое время, с 11 мая по 13 августа, продолжал исправлять должность настоятеля Калязина монастыря. С августа 1865 года отец Анатолий приступает к своим обязанностям в Кашинском Дмитровском монастыре, который возглавляет до осени 1869 года.
20 октября 1869 года назначается настоятелем третьеклассного Краснохолмского Николаевского Антониева монастыря с возведением 14 декабря того же года в сан игумена.
В 1883 году издал «Исторического описания Краснохолмского Николаевского Антониева монастыря Весьегонского уезда Тверской губернии», составленное им на основе документов монастырского архива. Эта книга до сих пор является единственным научным обобщающим трудом (источники, научная литература) по истории Краснохолмского монастыря. Современные исследователи опираются на издание Анатолия при написании своих статей и монографий.
В 1887 году был возведён в сан архимандрита.
В августе 1895 года принимал участие в освящении Благовещенского собора Бежецкого Благовещенского женского монастыря, сослужив архиепископу Савве (Тихомирову) вместе с отцом Иоанном Сергиевым (Кронштадтским).
Согласно определению Святейшего синода от 23 июня 1899 года за № 2251, был переведён настоятелем в Троицкий Калязин монастырь с сохранением сана архимандрита.
2 сентября 1901 года принял участие в освящении главного престола церкви во имя Владимирской иконы Божией Матери города Красный Холм, сослужив архиепископу Димитрию (Самбикину).
23 — 24 августа 1903 года сослужил архиепископу Димитрию (Самбикину) на торжественной литургической службе в честь освящения часовни преподобного Макария Калязинского в Кашинском Николаевском Клобуковом монастыре. 21 — 22 сентября освящал пределы Краснохолмского Владимирского собора в сослужении местного духовенства.
В 1904 году пожертвовал в Тверской епархиальный историко-археологический комитет 20 фотографий с фресок соборного храма Троицкого Калязина монастыря.
Указом Святейшего синода 8 ноября 1911 года 83-летний отец Анатолий уволен, согласно прошению, от должности архимандрита Троицкого Калязина монастыря, оставаясь жить на покое при монастыре.
Скончался архимандрит Анатолий предположительно в 1915. Захоронен он был на территории Троицкого Калязина монастыря, могила его не сохранилась. Захоронение утрачено по причине затопления Калязина монастыря.

### Общественная деятельность
В 1895 году состоял почётным блюстителем по хозяйственной части Духовного училища города Красный Холм.
В 1903 году был назначен членом комиссии для составления описи древностей Троицкого Калязина монастыря.
В 1901—1904 годах являлся членом Калязинского отделения епархиального училищного совета.
С 1902 по 1908 годы состоял действительным членом Тверской учёной архивной комиссии (ТУАК).
Состоял действительным членом Общества хоругвеносцев калязинского Николаевского собора и почётным членом калязинского благотворительного общества «Доброхотной копейки».
В 1908 году являлся директором Калязинского отделения тюремного комитета.
В 1908—1915 годах являлся почётным членом ТУАК.

### Научная деятельность
В 70-е годы XIX века занимался изучением старинного архива (XVI—XVIII веков) Краснохолмского Николаевского Антониева монастыря, способствовал составлению копий ряда документов, которые впоследствии были переданы в Тверской музей А. К. Жизневского. По свидетельству последнего,

О[тец] игумен Анатолий прочёл эти рукописи. Он отметил в них более выдающияся почему-либо места и позаимствовал все необходимое для составляемого им исторического описания Краснохолмского монастыря. Затем, игумен Анатолий, вполне сознавая значение этих рукописей для науки, и в особенности для изучения прошедшего местностей, вошедших в состав Тверской губернии, в видах сбережения их на будущее время, с разрешения епархиального начальства, передал их в Тверской музей, учреждённый при Губернском статистическом комитете, в отделение рукописей.

В настоящее время эти документы составляют фонд 186 Государственного архива Тверской области Архивная копия от 10 ноября 2017 на Wayback Machine (ГАТО) и являются ценнейшими источниками по истории Краснохолмского Николаевского Антониева монастыря и истории монастырской хозяйственной деятельности. Наиболее ранние документы относятся к 60-м годам XVI века.
Игумен Анатолий был одним из корреспондентов А.К Жизневского в вопросах церковной истории. В настоящее время известно одно из писем, найденное в Государственном архиве Тверской области Бежецким краеведом В. Н. Сорокиным Архивная копия от 1 декабря 2017 на Wayback Machine, представленное им на «Вторых Макарьевских Калязинских чтениях» 14 июня 2014 года.

## Труды
Главный труд игумена Анатолия — «Историческое описание Краснохолмского Николаевского Антониева монастыря Весьегонского уезда Тверской губернии», издававшееся до недавнего времени только один раз в 1883 году. В 2017 году с этого издания было сделано переложение на современный русский язык с сохранением стилистики и образности языка автора.
Написанное в рамках ставшего традиционным для описания истории православных монастырей в XIX веке жанра «исторического описания», оно имеет внутреннюю логику повествования (разбито на смысловые главы, отражающие историю и современность монастыря), основано на монастырских документах и преданиях, документах архивов разных духовных ведомств Тверской епархии, общеисторических научных трудах того времени. Привлечение большого круга источников, позволило игумену Анатолию восстановить имена монастырских игуменов (до этого был опубликован только список П. М. Строева, упоминающий некоторых игуменов монастыря, имеющий значительные временные пробелы), описать историю монастыря с 1461 по 1883 годы. При этом в книге древняя история монастыря доминирует над историей монастыря XIX века. В «Историческом описании…» отец Анатолий попытался отразить древность, описать былое величие и славу Николаевского Антониева монастыря. Не являясь специалистом в области исторического знания, игумен Анатолий сумел весьма профессионально отнестись к тем источникам, на основе которых создавал свой труд. Отцу Анатолию удалось написать не только книгу о монастыре, но и определить те направления, по которым специалисты и сегодня работают, изучая историю Антониевой обители

## Награды
24 июня 1860 года награждён набедренником, первой церковной наградой, которая даётся священнику за ревностное служение Церкви.
13 августа 1870 года за особенное усердие и труды в пользу бедных духовного звания по представлению Тверского епархиального попечительства была изъявлена ему архипастырская признательность.
15 апреля 1872 года за отличную усердную службу он, согласно указу Святейшего правительствующего синода от 29 апреля за № 704, был награждён золотым наперсным крестом, что до 1896 года являлось отличительным знаком особого признания заслуг перед Церковью и обществом.
В 1894 году награждён орденом Святой Анны 2-й степени за службу.
В 1906 году был награждён орденом Святого Владимира 4-й степени.
28 декабря 1907 года — орденом Святого Владимира 3-й степени по случаю 50-летия священнической службы.